# Rona de Sus
Rona de Sus ( Hongarès: Felsőróna ; Alemany: Oberrohnen ; Ucraïnès: Bишня Рівня ; Rus: Вишня Руна , Yiddish: אויבר-רינה ) és un municipi del comtat de Maramureș, Maramureș, Romania. Està compost per dos pobles: Coștiui ( Rónaszék ; Rohnen ; Коштіль) i Rona de Sus.

## Geografia
El municipi està situat en una zona muntanyosa a la part nord del comtat, a uns 6 km del riu Tisza i la frontera amb Ucraïna. El riu Rona, afluent dret de l'Iza, travessa el municipi. La ciutat més propera és Sighetu Marmației, 13 km al nord-oest; la seu del comtat, Baia Mare, és a 70 km al sud-oest. Rona de Sus és travessat per la carretera nacional DN18, que comença a Baia Mare, travessa Sighetu Marmației i Borșa, i acaba a Iacobeni, Suceava .

## Demografia
Al cens de 2021, Rona de Sus tenia una població de 4.171 habitants, dels quals el 54,21% eren romanesos, el 34,6% ucraïnesos i el 5,49% hongaresos. Segons el cens de 2011, hi havia 3.855 habitants, dels quals el 83,35% eren ucraïnesos, el 8,12% hongaresos i el 5% romanesos. Al cens de 2002, la comuna tenia una població de 4.698 habitants, dels quals el 72,9% eren ortodoxos ucraïnesos, el 10,8% van declarar que pertanyien a una altra religió, el 8,6% eren catòlics romans i el 4,8% grecocatòlics.

## Nadius
- Niceolae-Miroslav Petrețchi (nascut el 1985): polític, president del partit de la Unió d'Ucraïnesos de Romania.